# Vrilletta
Vrilletta is een geslacht van kevers uit de familie van de klopkevers (Anobiidae).

## Soorten
- Vrilletta bicolor White, 1980
- Vrilletta blaisdelli Fall, 1905
- Vrilletta californica Fisher, 1939
- Vrilletta convexa LeConte, 1874
- Vrilletta decorata Van Dyke, 1918
- Vrilletta expansa LeConte, 1874
- Vrilletta fulvolineatus (Pic, 1903)
- Vrilletta laurentina Fall, 1905
- Vrilletta murrayi LeConte, 1874
- Vrilletta nigra Pic, 1905
- Vrilletta pectinicornis White, 1980
- Vrilletta plumbea Fall, 1905